# 31. december
31. december er dag 365 i året i den gregorianske kalender (dag 366 i skudår). Dagen er den sidste i det gregorianske år. Nytår fejres over hele kloden, og Hogmanay i Skotland.
Dagens navn er Sylvester.

### Begivenheder
Født - Dødsfald
- 406 - Vandaler, alaner og sveber forcerer Rhinen og strømmer hærgende ind i det romerske Gallien (Frankrig).
- 1492 - Jøderne udvises fra Sicilien.
- 1596 - De katolske lande anerkender Nederlandene som en selvstændig stat.
- 1687 - De første hugenotter (franske protestanter) forlader Frankrig på grund af religionsforfølgelser for at bosætte sig i Sydafrika. Ud over deres religion medbringer de vinstokke, som kommer til at danne basis for den sydafrikanske vinindustri.
- 1695 - Der indføres skat på vinduer i England. Dette medfører, at mange vinduesåbninger tilmures.
- 1775 - George Washington beordrer rekrutteringsofficerer til at acceptere frie sorte i hæren.
- 1781 - The Bank of North America, den første bank i USA, åbner.
- 1812 - Sidste nummer af den danske avis Kiøbenhavns Aftenpost udkommer.
- 1857 - Dronning Victoria af Storbritannien vælger Ottawa som Canadas hovedstad.
- 1863 - Den danske regering Hall afløses af Regeringen Monrad
- 1879 - Thomas Edison demonstrerer sin udvikling af glødelampen i Menlo Park, New Jersey.
- 1890 - Der indrettes immigrationslejre på Ellis Island, New York City for at tage sig af de mange indvandrere.
- 1911 - Marie Curie modtager sin anden nobelpris for sin forskning i radioaktive processer.
- 1923 - Klokkespil fra Big Ben sendes for første gang over BBC.
- 1935 - Charles Darrow udtager patent på spillet Monopoly (matador), som han opfandt i 1933.
- 1938 - Rolla N. Harger, Indiana University opfinder det første "drunkometer", som måler/bestemmer en persons alkoholpromille ved analyse af udåndingsluften.
- 1946 - Den amerikanske præsident Harry S. Truman erklærer 2. verdenskrig for officielt afsluttet.
- 1959 - Frederik 9.'s nytårstale bliver for første gang transmitteret i tv.
- 1969 - Musikklubben Star-Club beliggende i området St. Pauli i den tyske by Hamburg lukker. Klubben var berømt for bl.a The Beatles optræden i 1962.
- 1973 - Johan Cruyff udpeges som årets fodboldspiller i Europa.
- 1976 - 13 mænd bjærges af en helikopter efter at have drevet omkring i en storm på boreplatformen Mærsk Explorer.
- 1977 - Efter 81 år må forlystelsesetablissementet Lorry på Frederiksberg i København lukke på grund af økonomiske problemer.
- 1982 - Entreprenør Bøje Nielsen og A/S Danske Fabrikshaller erklæres konkurs.
- 1983 - Det britiske protektorat Brunei på Borneo bliver en selvstændig stat under sultan Hassanal Bolkiah.
- 1984 - Rajiv Gandhi udnævnes til Indiens hidtil yngste regeringschef efter sin myrdede moder Indira Gandhi på grundlag af en overvældende valgsejr.
- 1987 - TV3 lanceres.
- 1990 - Det danske Casino Copenhagen åbner som det første herhjemme, med licens til at udbyde spil som blackjack og roulette.
- 1990 - Vestre Landsdelskommando og Østre Landsdelskommando slås sammen til Hærens Operative Kommando.
- 1991 - Påbud om Advarselstekster på tobaksprodukter indførtes i Danmark.
- 1991 - Borgerkrigen i El Salvador afsluttes.
- 1995 - Bill Watterson stopper produktionen af avisstriben Steen og Stoffer.
- 1999 - Ruslands præsident Boris Jeltsin træder tilbage og udnævner ministerpræsident Vladimir Putin til fungerende præsident.
- 1999 - Det store pariserhjul i London, London Eye eller Millennium Wheel, åbnes officielt af Tony Blair.
- 2000 - Danske Livregiment sammenlægges med Sjællandske Livregiment og Gardehusarregimentet til det nye gardehusaregiment.
- 2004 - Taipei 101, den hidtil højeste bygning i verden, indvies officielt.
- 2005 - Hærens Materielkommando, Søværnets Materielkommando og Flyvematerielkommandoen samt Forsvarets Forskningstjeneste samles i Forsvarets Materieltjeneste.
- 2006 - Som resultat af Strukturreformen nedlægges de danske amter. De danske regioner oprettes dagen efter.
- 2013 - Den danske hjemmeside Yahoo! lukkes grundet dårligt annoncesalg.
- 2023 - Margrethe 2. af Danmark bekendtgør i sin nytårstale at hun abdicerer med virkning fra 14. januar og overlader tronen til sin søn Kronprins Frederik

### Født
- 1491 - Jacques Cartier, fransk opdagelsesrejsende (død 1557).
- 1800 - Carl Heinrich Delcomyn, dansk bøssemager (død 1864).
- 1812 - Niels Willumsen, dansk daguerreotypist og senere fotograf (død 1870).
- 1839 - Frederik Bing, dansk forsikringsmatematiker (død 1912).
- 1851 - Harald Jenssen-Tusch, dansk officer og redaktør (død 1922).
- 1864 - Robert Grant Aitken, amerikansk astronom (død 1951).
- 1869 - Henri Matisse, fransk maler og grafiker (død 1954).
- 1878 - Florence Nightingale Graham, alias Elizabeth Arden, canadisk erhvervskvinde (død 1966).
- 1880 - George Marshall, amerikansk general og statsmand (død 1959).
- 1883 - Erik Jensen, dansk maler (død 1974).
- 1897 - Liva Weel, sangerinde og skuespillerinde (død 1952).
- 1906 - Valsø Holm, dansk skuespiller (død 1987).
- 1908 - Simon Wiesenthal, israelsk nazi-jæger (død 2005).
- 1909 - Poul Müller, dansk skuespiller (død 1979).
- 1920 - Albert Axel Tonndorff Mertz Nielsen, dansk billedkunstner (død 1990).
- 1931 - Niels Højlund, dansk forfatter og foredragsholder (død 2014).
- 1936 - Siw Malmkvist, svensk sangerinde.
- 1937 - Anthony Hopkins, walisisk skuespiller.
- 1937   - Carl Emil Christiansen, dansk fodboldspiller og -træner (død 2018).
- 1939 - Christian Mejdahl, dansk folketingsmedlem og formand for Folketinget.
- 1940 - Lone Scocozza, dansk sociolog.
- 1941 - Alex Ferguson, skotsk fodboldtræner og tidligere -spiller.
- 1942 - Kaj Poulsen, dansk fodboldspiller.
- 1942   - Andy Summers, trommeslager i The Police.
- 1943 - John Denver, amerikansk sanger, sangskriver og skuespiller (død 1997).
- 1943   - Ben Kingsley, amerikansk skuespiller.
- 1943   - Pete Quaife, britisk rockmusiker (The Kinks) (død 2010).
- 1948 - Donna Summer, amerikansk sanger (død 2012).
- 1954 - Alex Salmond, skotsk politiker (død 2024).
- 1959 - Val Kilmer, amerikansk skuespiller.
- 1961 - Henrik Stubkjær, dansk cand.theol. og biskop over Viborg Stift.
- 1965 - Gong Li, kinesisk skuespillerinde.
- 1971 - Søren Pape Poulsen, dansk folketingsmedlem, formand for Det Konservative Folkeparti og tideligere justitsminister (død 2024).
- 1975 - Fritz Wehner, dansk danser, musiker og koreograf (bl.a Me & My, Samantha Fox og Aqua).
- 1977 - Ingeborg Børch, dansk sopran.
- 1977   - Psy, koreansk sanger.
- 1986 - Bronson Pelletier, canadisk skuespiller.

### Dødsfald
- 0335 - Pave Sylvester 1., Pave fra år 314
- 1026 - Ulf Jarl, dansk jarl, vikingehøvding, statholder og rigsforstander (født omkring 988).
- 1719 - John Flamsteed, engelsk astronom (født 1646).
- 1724 - Georg Julius Wodroff, dansk regimentskvartermester, fabrikant og spekulant (født 1640).
- 1781 - Iver Holck, dansk lensbaron og stiftamtmand (født 1701).
- 1783 - Mathias de Leth, dansk godsejer og officer (født 1704).
- 1869 - Heinrich Anna Reventlow-Criminil, dansk greve, godsejer og politiker (født 1798).
- 1869   - Louis James Alfred Lefébure-Wely, fransk komponist (født 1817).
- 1872 - Alexis Kivi, finsk forfatter (født 1834).
- 1900 - Oscar Alin, svensk videnskabsmand og politiker (født 1846).
- 1950 - Karl Renner, østrigsk jurist, politiker og præsident (født 1870).
- 1974 - Alma Johansson, svensk missionær (født 1881).
- 1982 - Eli Fahnøe, dansk skuespillerinde (født 1901).
- 1985 - Rick Nelson, amerikansk sanger (født 1940).
- 1989 - Bendt Rothe, dansk skuespiller (født 1921).
- 1994 - K. Axel Nielsen, dansk politiker og justitsminister (født 1904).
- 1995 - Grethe Otto, Statsradiofoniens første kvindelige radiospeaker (født 1904).
- 1998 - Birthe Buch, dansk sangerinde og sanglærer, medlem af Lørdagspigerne (født 1928).
- 2010 - Tove Maës, dansk skuespillerinde (kendt fra bl.a Ditte Menneskebarn og Matador) (født 1921).
- 2010   - Steen Volmer Jensen, dansk ingeniør (Ellerten)(født 1942).
- 2014 - Arthur Valerian Wellesley, 8. hertug af Wellington, britisk aristokrat og officer (født 1915).
- 2016 - William Christopher, amerikansk skuespiller (født 1932).
- 2016 - Henning Christophersen, dansk politiker (født 1939).
- 2016 - Erik Hansen, dansk arkitekt (født 1927).
- 2019 - Frederik Dessau, dansk forfatter (født 1927).

|  | Denne datoartikel kan blive bedre, hvis der indsættes et (bedre) billede Du kan hjælpe ved at afsøge Wikimedia Commons for et passende billede eller uploade et godt billede til Wikimedia Commons iht. de tilladte licenser og indsætte det i artiklen. |